# Zabajkalsk
Zabajkalsk (rusky Забайкальск) je sídlo městského typu v Zabajkalském kraji v Ruské federaci. Při sčítání lidu v roce 2010 měl přes jedenáct tisíc obyvatel.

## Poloha a doprava
Zabajkalsk leží v suché stepi na jihu Daurije přímo na čínsko-ruské státní hranici naproti čínskému městu Mandžuli patřícímu do Vnitřního Mongolska. Od Čity, správního střediska Zabajkalského kraje, je vzdálen přibližně 400 kilometrů jihovýchodně.
Je zde železniční dopravní přechod a končí zde dálnice A350 z Čity přes Aginskoje.

## Historie
Dějiny Zabajkalsku začínají stavbou Čínské východní dráhy v roce 1897, kdy zde vznikla poslední stanice, než trať opustila území ruského impéria. V době čínsko-sovětského konfliktu v roce 1929 se zdejší osídlení začalo nazývat Otpor. V roce 1954 bylo povýšeno na sídlo městského typu a v roce 1960 přejmenováno na Zabajkalsk.